# Pasiphila muscosata
Pasiphila muscosata là một loài bướm đêm trong họ Geometridae.